# Lenço de Alcobaça
Lenço de Alcobaça, também referido simplesmente como alcobaça, é um grande lenço quadrangular, com fundo vermelho, azul ou amarelo, e barras em cores diversas, duplas ou simples, originalmente fabricado na vila de Alcobaça, Portugal, pela Real Fábrica de Lençaria e Tecidos Brancos de Alcobaça, estabelecida em 1774. A fábrica, fundada por uma sociedade mercantil dirigida pelos comerciantes lisboetas André Faria Rocha e António Rodrigues de Oliveira, foi vendida em 1792 a José Carvalho de Araújo e Julião Guillot Filho & Companhia. Durante a Terceira Invasão Francesa,  em 1810, foi destruída por um incêndio.
Parte da indumentária do século XIX, tanto no Brasil como em Portugal, o lenço de Alcobaça era também era chamado lenço tabaqueiro por ser usado principalmente pelas pessoas que cheiravam rapé (tabaco em pó), para limpar a secreção nasal provocada pela inalação da substância.

## Na literatura
O lenço de Alcobaça é frequentemente citado na literatura e na poesia da língua portuguesa, a partir do século XIX:
- Vinha trajado ao uso da terra: chapéu mineiro de feltro pardo, sob o qual via-se o lenço de Alcobaça que lhe servia de rebuço; poncho de pano azul forrado de baetilha, com a gola de belbute levantada; botas de bezerro armadas de chilenas de prata. (José de Alencar. Til - Capítulo V)
- O padre espirrou com estrépito. Assoou-se a um vasto lenço de alcobaça. Paulo Setúbal. A Marquesa de Santos. "7 de setembro".
- As freiras olharam-se entre si, como se ouvissem na palavra "coração" uma heresia, uma blasfémia proferida na casa do Senhor.

– Que diz a menina?! – perguntou a prioresa, fitando-a por cima dos óculos, e apanhando no lenço de Alcobaça a destilação do esturrinho. Camilo Castelo Branco, Amor de Perdição. Capítulo VII.
- Um tanto trôpego, com o lenço de alcobaça na mão, tomando veneravelmente o simonte de antanho, foi cheio de respeito que o vi chegar. Lima Barreto, "O Homem Que Sabia Javanês".
- O major (...) voltou de novo à sala, de farda, calças de enfiar, tamancos, e um lenço de Alcobaça sobre o ombro, segundo seu uso." Manuel Antônio de Almeida, Memórias de um sargento de milícias, XLVI.
- Calça a chinelinha, calça./ Põe o lenço de Alcobaça,/ E a saia de flanela,/ Teu negro chal' de tricana/ Pois tu és ribatejana! Alice Ogando,  Marias da Minha Terra (1934). "Maria da Conceição".
- Papai Noel agachou-se e recolheu aquilo tudo/ no interminável lenço vermelho de alcobaça. Carlos Drummond de Andrade. Alguma Poesia, 1930.